# Nông thôn Việt Nam
Nông thôn Việt Nam là một khái niệm chung dùng để chỉ những vùng đất trên lãnh thổ Việt Nam, nơi người dân sinh sống chủ yếu bằng nông nghiệp.
Ở Việt Nam, cho đến năm 2009, có đến 70,4% dân số sống ở vùng nông thôn, trong khi tỷ lệ này vào năm 1999 là 76,5%. Con số đó những năm trước còn lớn hơn nhiều. Chính vì thế cuộc sống và tổ chức nông thôn ảnh hưởng rất mạnh mẽ đến toàn xã hội. Ngay cả những Việt kiều sống ở các nước văn minh, tiên tiến nhất thế giới, vẫn giữ nhiều nét đặc biệt của nông thôn Việt Nam.

## Tổ chức

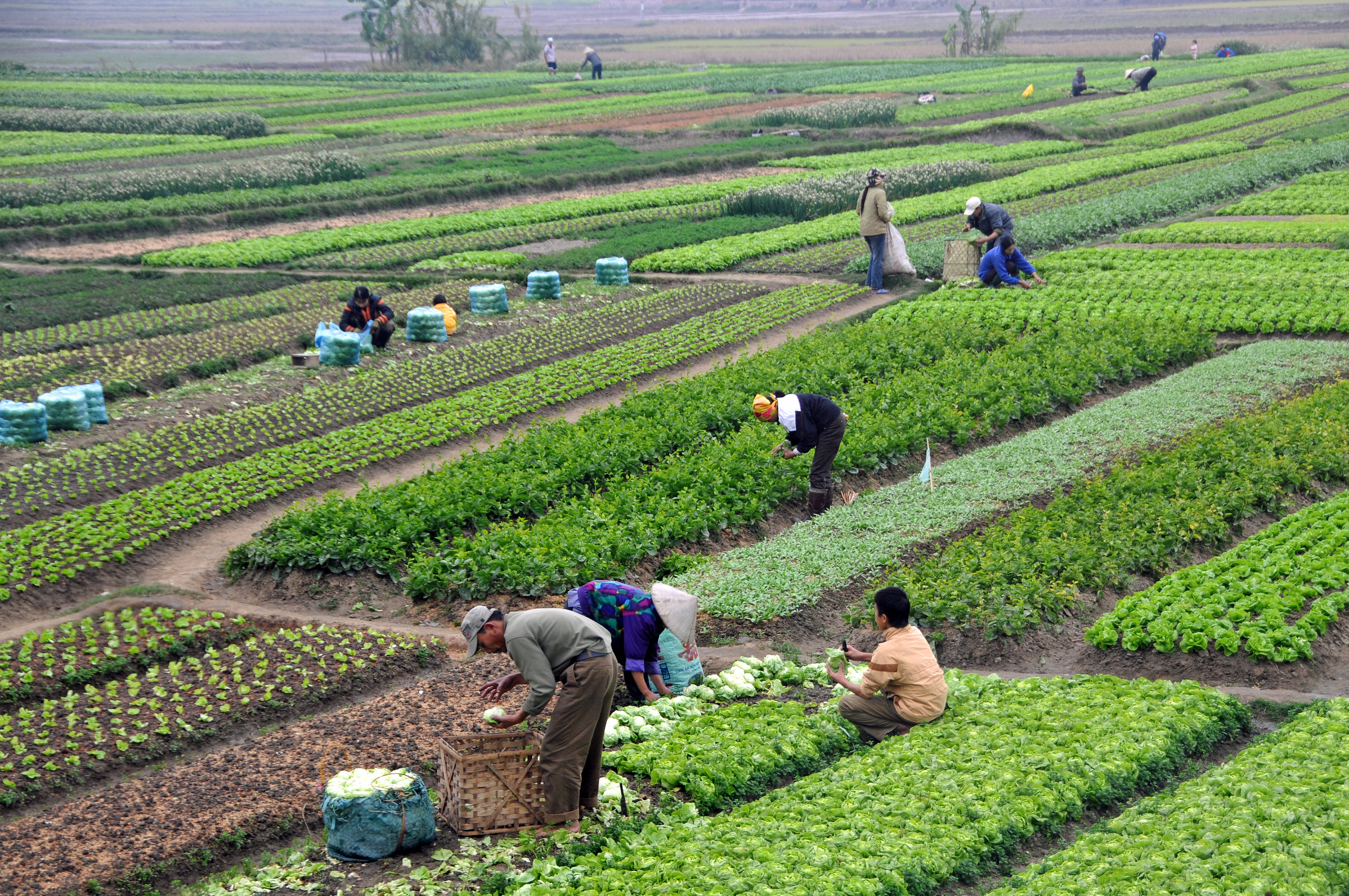
Nông dân Việt Nam

Xét về mặt tổ chức xã hội, làng xã và quốc gia Việt Nam là hai đối tượng quan trọng nhất đối với người Việt và được tổ chức chặt chẽ nhất. Chính vì thế mà người Việt thường nói làng với nước đi đôi với nhau. Các hệ thống trung gian như huyện, tỉnh không có vai trò quan trọng như thế.

### Thời trung và cận đại

#### Theo huyết thống: gia đình và gia tộc
Ở nông thôn Việt Nam, gia tộc đóng vai trò rất quan trọng. Nếu phương Tây coi trọng vai trò của cá nhân thì phương Đông coi trọng vai trò của gia đình và gia tộc. Nhưng nếu xét ở phương Đông với nhau, Trung Quốc xem gia đình nặng hơn gia tộc thì ở Việt Nam gia tộc lại quan trọng hơn gia đình. Mỗi gia tộc đều có trưởng họ (hay còn gọi là tộc trưởng), nhà thờ họ, gia phả, giỗ họ,...
Ở nhiều làng, hầu hết dân cư ở làng đó đều có quan hệ họ hàng với nhau. Việc đó còn lưu lại dấu ấn trong tên của rất nhiều làng hiện nay như: làng Đặng Xá (xá = nơi ở, Đặng Xá = nơi ở của họ Đặng), Châu Xá, Lê Xá,... Tương truyền Chử Đồng Tử sinh ra ở làng Chử Xá, huyện Khoái Châu, tỉnh Hưng Yên. Ở Tây Nguyên còn phổ biến tình trạng các thế hệ của một gia tộc sống tập trung trong một mái nhà dài, bên trong nhà đó được chia thành từng ngăn nhỏ cho các gia đình. Một nhà như thế có thể chứa đến hơn trăm người. Còn ở phần lớn miền quê Việt Nam hiện nay vẫn có gia đình có đến ba (tam đại đồng đường) hay bốn (tứ đại đồng đường) thế hệ cùng chung sống.
Vì gia tộc có vai trò quan trọng nên tôn ti của từng người cũng rất được coi trọng. Ở Việt Nam hệ thống tôn ti trong gia tộc được phân biệt rất chi li tới 9 thế hệ (gọi là cửu đại):
| Cấp thế hệ | 4  | 3  | 2   | 1   | 0   | -1  | -2   | -3   | -4   |
| ---------- | -- | -- | --- | --- | --- | --- | ---- | ---- | ---- |
| Vai        | Kỵ | Cụ | Ông | Cha | Tôi | Con | Cháu | Chắt | Chút |

Việc thờ cúng, lễ tết trong gia tộc cũng tuân thủ theo nguyên tắc cửu đại này. Nghĩa là khi người có vai "Tôi" còn sống thì người ở vai này có trách nhiệm tham gia thờ cúng (nếu người vai trên đã chết), lễ tết (nếu người vai trên còn sống) những người có vai từ "Kỵ" trở xuống đến người có vai "Cha". Những người có vai "Con", "Cháu", "Chắt", "Chút" của người đó vẫn có trách nhiệm phải tuân thủ.
Người đàn ông lớn nhất trong gia đình chịu trách nhiệm thờ cúng tổ tiên (nếu người ở vai trên không còn sống), chỉ khi người này mất đi thì việc thờ cúng sẽ chuyển sang người con trai lớn (đích tôn). Trong trường hợp, người đàn ông không có con trai thì việc thờ cúng tổ tiên sẽ chuyển sang người chú kế cận và nguyên tắc trên lại áp dụng cho gia đình người chú.
Trong khi đó ở các nước khác, ví dụ trong tiếng Anh, chỉ có từ cho ba đời, các đời trước và sau nữa chỉ thêm tiền tố vào một trong ba từ đó. Ngoài ra còn có những danh từ chỉ riêng những người họ hàng xa hơn như: "chú" (em trai của "bố"), "cậu" (em trai của "mẹ"), "cô" (em gái của "bố"), "dì" (em gái của "mẹ"), "thím" (vợ của "chú"), "mợ" (vợ của "cậu"), "bác" (anh hay chị của "bố" và của "mẹ"); một vài vùng có thể có cách gọi biến tướng đi như: anh của bố, mẹ đều gọi bằng "bác", còn chị của bố, mẹ lại vẫn gọi là "cô" - như ở Thanh Miện (Hải Dương), Kiến An (Hải Phòng) - hoặc anh, chị của bố gọi là "bá" còn anh, chị của mẹ gọi là "bác" hay ngược lại v.v. Tôn ti rất được tôn trọng, một người ít tuổi, xếp theo vai vế, có thể là "ông" của một người nhiều tuổi - Bé bằng củ khoai, cứ vai mà gọi (tục ngữ).

#### Theo địa bàn cư trú: xóm và làng

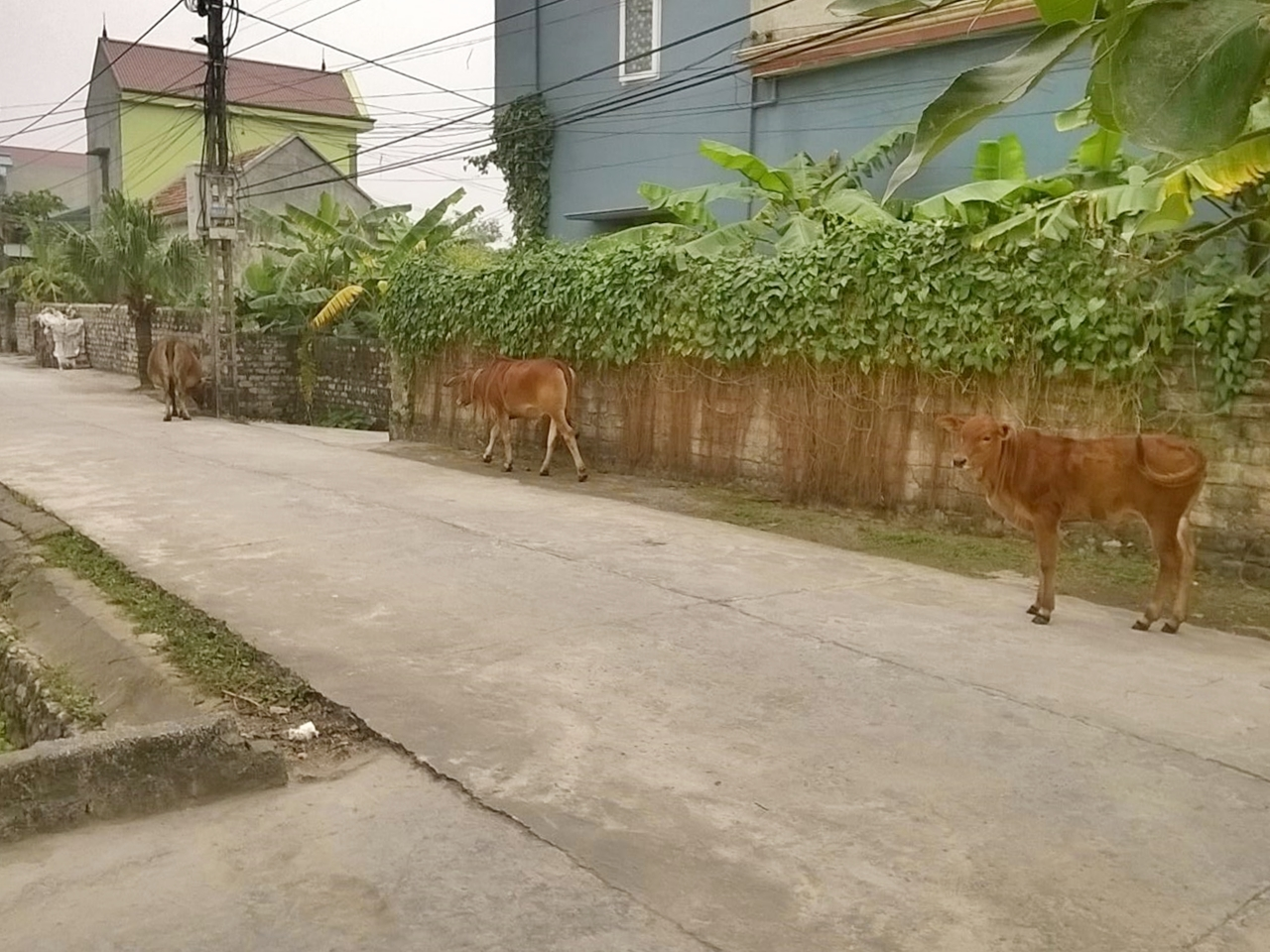
Một con đường làng Bắc Bộ

Nếu coi tổ chức nông thôn theo huyết thống là bước phát triển thứ nhất thì tổ chức nông thôn theo địa bàn cư trú là bước phát triển tiếp theo để hình thành nên làng và xóm, đơn vị tổ chức quan trọng nhất của nông thôn Việt Nam. Một làng gồm nhiều xóm gộp lại.
Ở nông thôn Việt Nam, việc tổ chức thành làng là cần thiết vì các lý do sau đây:
- Đối phó với môi trường tự nhiên: trồng lúa nước là nghề mang tính thời vụ rất cao, chính vì thế mọi người trong làng có thể giúp đỡ nhau lúc cần thiết.
- Đối phó với môi trường xã hội: chống trộm, cướp,...

#### Theo nghề nghiệp: phường và hội
Trong một số làng, một số dân cư hoặc phần lớn dân cư có một nghề nghiệp khác ngoài nghề nông. Những người có cùng nghề này tập hợp với nhau để tạo thành phường. Có rất nhiều phường với các loại nghề nghiệp khác nhau như: phường gốm, phường chài, phường mộc, phường chèo, phường tuồng,...
Bên cạnh phường, còn có hội, là tổ chức của những người có cùng sở thích, thú vui,... ví dụ: hội văn phả (các nhà Nho trong làng không ra làm quan), hội bô lão (các cụ ở trong làng), hội tổ tôm, hội vật,...
Các phường nghề sau này chuyển thành các tổ chức phường của đô thị.

#### Theo truyền thống nam giới: giáp
Giáp là hình thức tổ chức dựa trên truyền thống nam giới, nó xuất hiện khá muộn vào đời Lý Thánh Tông (1041) với mục đích là để tiện cho việc thu thuế. Giáp có các đặc điểm sau:
- chỉ có đàn ông mới được tham gia vào giáp
- có tính cha truyền con nối, cha ở giáp nào, con ở giáp ấy.

Đứng đầu có ông cai giáp (câu đương), giúp việc cho cai giáp có ba ông lềnh (lềnh nhất, lềnh hai, lềnh ba). Giáp được chia thành ba hạng: ty ấu: từ nhỏ đến 18 tuổi; đinh (hoặc tráng): 18 đến 59 tuổi; lão: 60 tuổi trở lên.
Con trai, khi mới sinh được cha làm lễ để được vào giáp, lúc này nó thuộc hạng ty ấu. Vào giáp lúc này có quyền lợi là được chia phần khi làng có lễ hội. Đến 18 tuổi, người con trai phải làm lễ làng để lên đinh hoặc tráng (đinh = đứa, tráng = khỏe mạnh). Đinh, tráng có nghĩa vụ với làng (giúp đỡ trong các dịp lễ lạt, đình đám) và với nước (đóng sưu thuế, đi lính, đi phu). Về quyền lợi thì đinh, tráng được ngồi trên một chiếu nhất định trong kỳ họp hành, ăn uống, hoặc được nhận một phần ruộng công để cày, ngoài ra còn được thêm một phần hoa màu khi thu hoạch. Đến 60 tuổi (một số nơi còn hạ tuổi xuống còn 49, 50 hoặc 55), đàn ông được lên lão làng, đó là một vinh dự rất lớn, được mọi người nể trọng, xin ý kiến khi gặp khó khăn. Phần lớn các giáp được gọi tên theo vị trí, ví dụ: Thượng (trên), Hạ (dưới), Đông (phía đông), Đoài (phía tây).

#### Theo mặt hành chính: thôn và xã

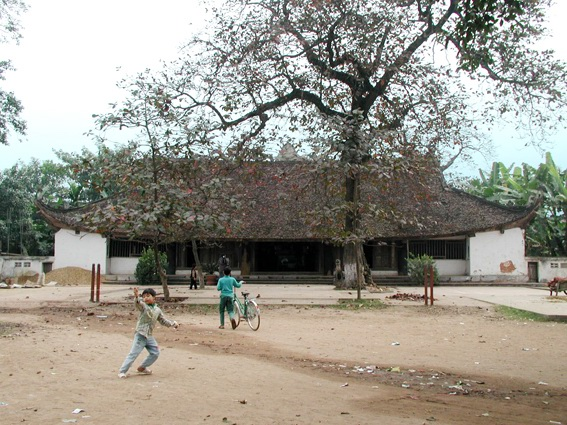
Đình làng.

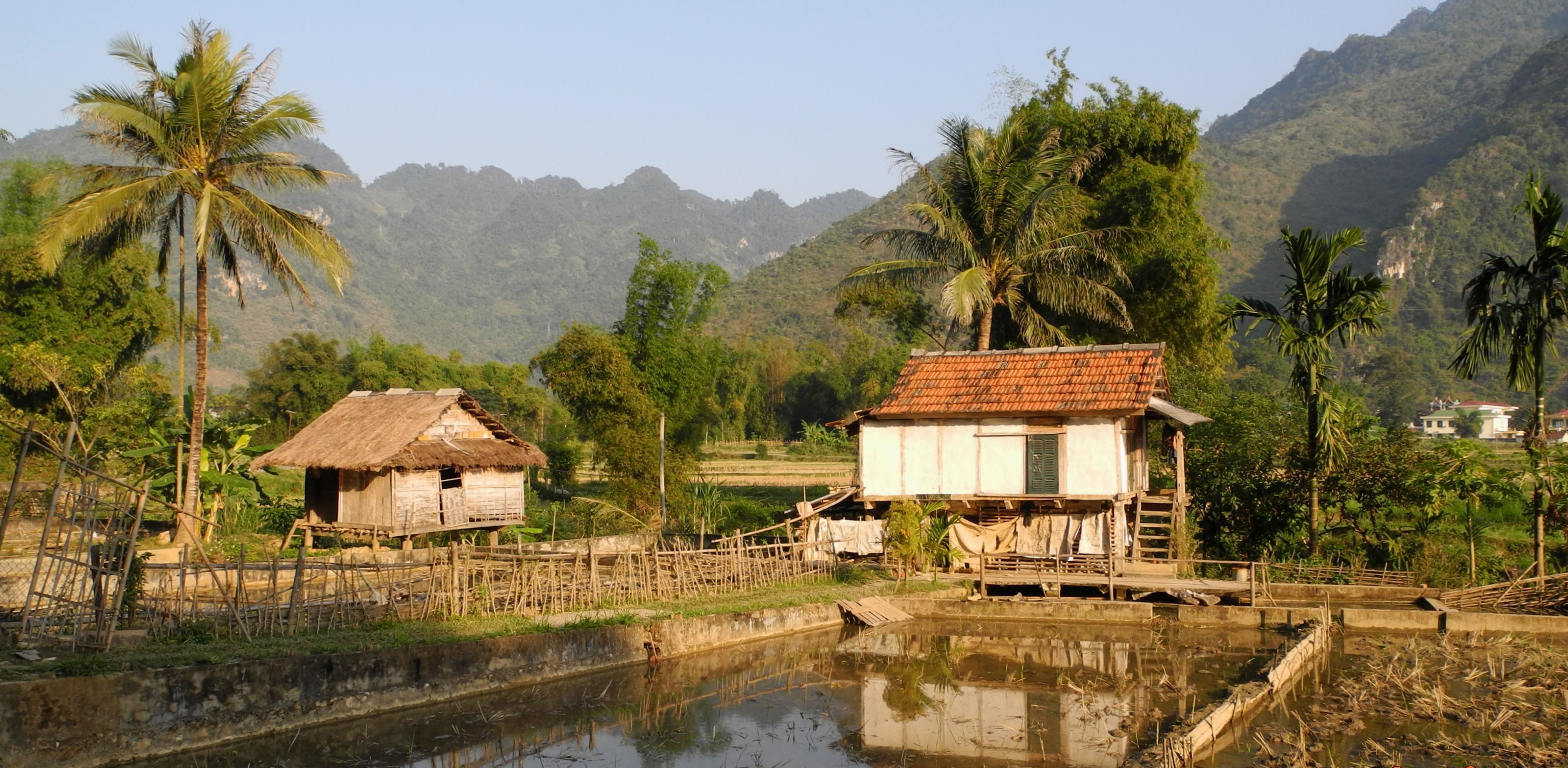
Một cảnh thôn quê tại Mai Châu, tỉnh Hòa Bình

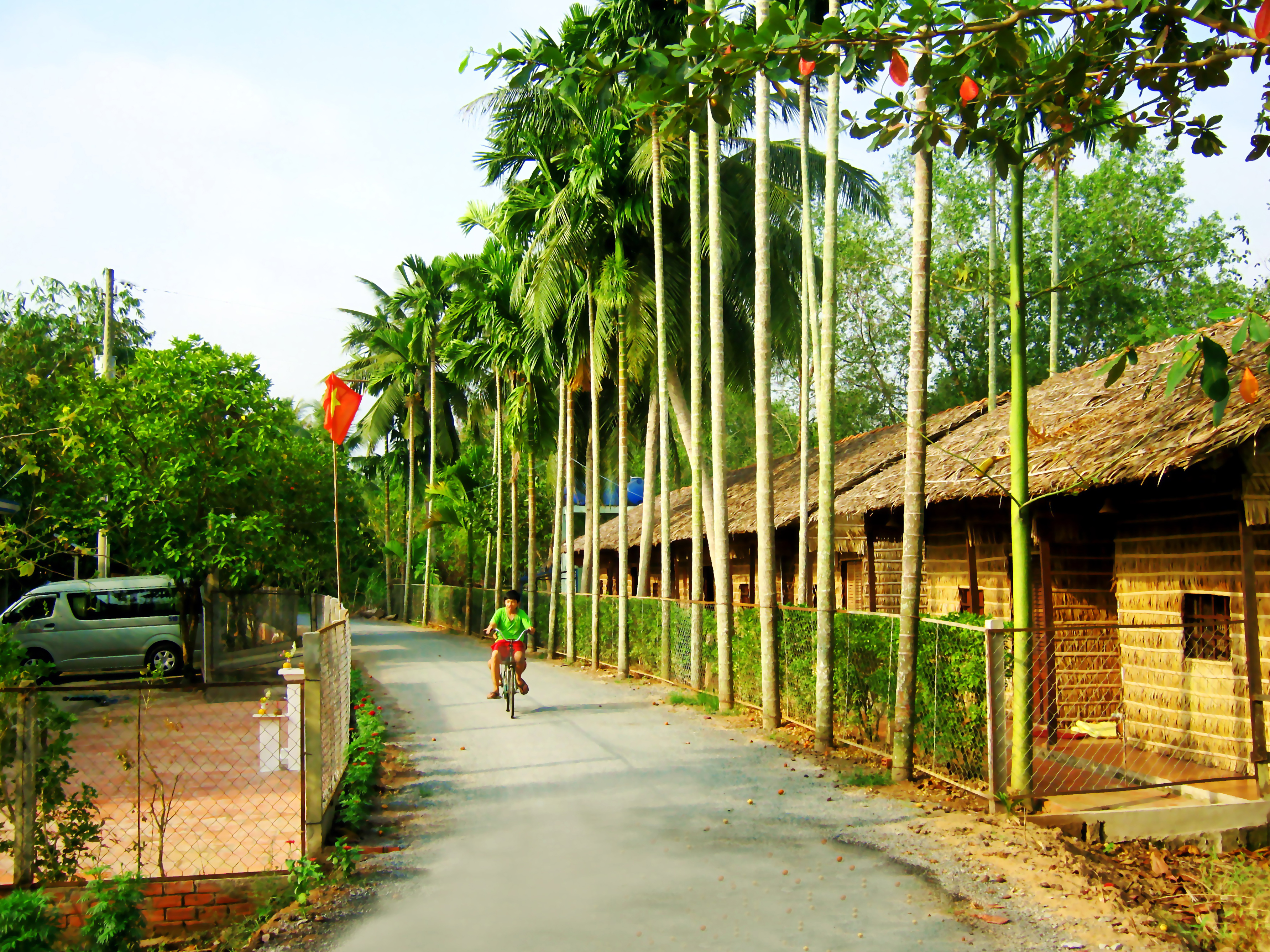
Cau được trồng bên đường ở phường Thường Thạnh, thuộc quận Cái Răng, thành phố Cần Thơ

Về mặt tổ chức hành chính thì nông thôn Việt Nam được chia thành các đơn vị cơ bản là xã, và thôn. Thông thường một xã gồm một làng nhưng cũng có xã gồm một vài làng. Mỗi thôn gồm một xóm, cũng có thôn gồm một vài xóm.
Về dân cư thì một thôn có hai loại:
- dân chính cư (còn gọi là nội tịch), là dân gốc của thôn, dân chính cư được hưởng nhiều quyền lợi hơn dân ngụ cư rất nhiều.
- dân ngụ cư (còn gọi là ngoại tịch), là dân ở nơi khác đến, những người dân này chỉ được làm một số nghề mà dân chính cư không muốn làm như: làm thuê, làm mướn, làm mõ,... trong khi vẫn phải thực hiện đầy đủ các nghĩa vụ như dân chính cư. Dân ngụ cư thường bị khinh rẻ, coi thường[cần dẫn nguồn]. Dân ngụ cư muốn thành dân chính cư thì phải: cư trú ở làng hơn ba đời, có một ít điền sản[cần dẫn nguồn].

Việc đối xử khắt khe đối với dân ngụ cư là một hình thức ngăn cản người ở làng này di chuyển sang làng khác nhằm duy trì sự ổn định của làng.
Dân chính cư được chia làm 5 hạng:
- Chức sắc gồm những người đỗ đạt hoặc có phẩm hàm vua ban
- Chức dịch gồm những người đang giữ những chức vụ nhất định trong bộ máy hành chính
- Lão (xem ở trên)
- Đinh (xem ở trên)
- Ty ấu (xem ở trên)

Ba hạng đầu gồm chức sắc, chức dịch và lão lập thành bộ phận quan viên hàng xã. Quan viên lại được chia thành ba nhóm theo lứa tuổi là kỳ mục, kỳ dịch, và kỳ lão:
- Kỳ mục là quan trọng nhất, có nhiệm vụ bàn bạc và quyết định các công việc của xã. Kỳ mục còn được gọi là hội đồng kỳ mục, do tiên chỉ và thứ chỉ đứng đầu; ở miền nam sau này, hội đồng kỳ mục được gọi là hội tề do hương cả đứng đầu.
- Kỳ lão gồm những người cao tuổi nhất, có vai trò làm tư vấn cho hội đồng kỳ mục.
- Kỳ dịch, hay còn gọi là lý dịch, thường do hội đồng kỳ mục cử ra, có nhiệm vụ thực thi quyết định của hội đồng kỳ mục. Đứng đầu nhóm lý dịch này là lý trưởng (còn gọi là xã trưởng); dưới đó có phó lý (giúp việc), hương trưởng (lo việc công ích), trương tuần (còn gọi là xã tuần, lo việc an ninh). Phương tiện quản lý chủ yếu là hai cuốn sổ là sổ đinh (quản lý nhân lực) và sổ điền (quản lý về kinh tế).

### Thời hiện đại

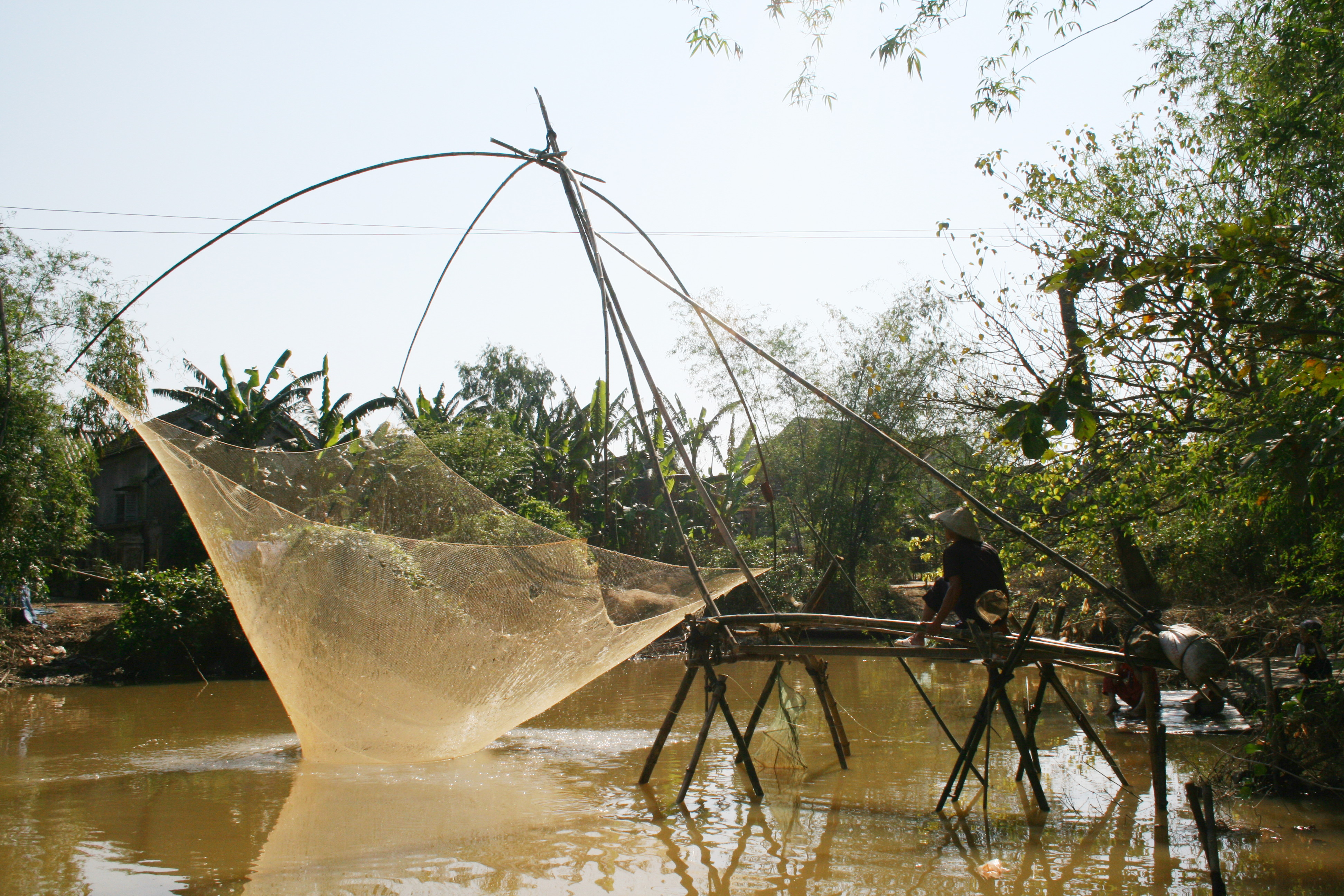
Cảnh cất lưới (vó) tại Nam Thanh, một vùng nông thôn của Thừa Thiên Huế

Làng Việt Nam thời hiện đại đã có những sự thay đổi nhất định so với làng trung và cận đại. Có những đặc điểm của làng cổ còn giữ được, nhưng cũng có những đặc điểm ngày nay hầu như không thể tìm thấy.
Truyền thống gia tộc tuy vẫn còn giữ được ảnh hưởng, nhưng do ngày nay, người dân nông thôn có xu hướng thoát li ra các thành phố lớn hoặc di cư đến những vùng khác có điều kiện sinh sống làm ăn thuận lợi hơn, nên vai trò của gia đình đã dần dần nổi trội hơn. Cũng do việc di cư mà thành phần dân cư của làng xã ngày nay đa dạng hơn, tính chất cùng huyết thống cũng đã bị giảm mạnh.
Các khái niệm như giáp, đinh, tráng nay không còn nữa do nó hoàn toàn không phù hợp với nông thôn hiện đại. Các khái niệm dân chính cư hay dân ngụ cư tuy rằng vẫn có thể hiện diện ở một vài nơi, nhưng chắc chắn nó không còn là một đặc điểm đặc trưng của nông thôn ngày nay. Các chức sắc, chức dịch cũ (quan viên, kỳ mục, kỳ dịch v.v) nay đã bị xóa bỏ.
Vai trò của chính quyền xã hiện nay được công nhận là nằm trong hệ thống quản lý nhà nước đã và đang dần dà làm mất đi vai trò của hệ thống chính quyền làng theo kiểu cũ. Ngày nay, người đứng đầu một làng là trưởng làng (thôn) hay trưởng bản (ở miền núi). Vai trò của họ thực ra không lớn lắm.

## Đặc tính

### Thời trung và cận đại

#### Tính cộng đồng và tự trị

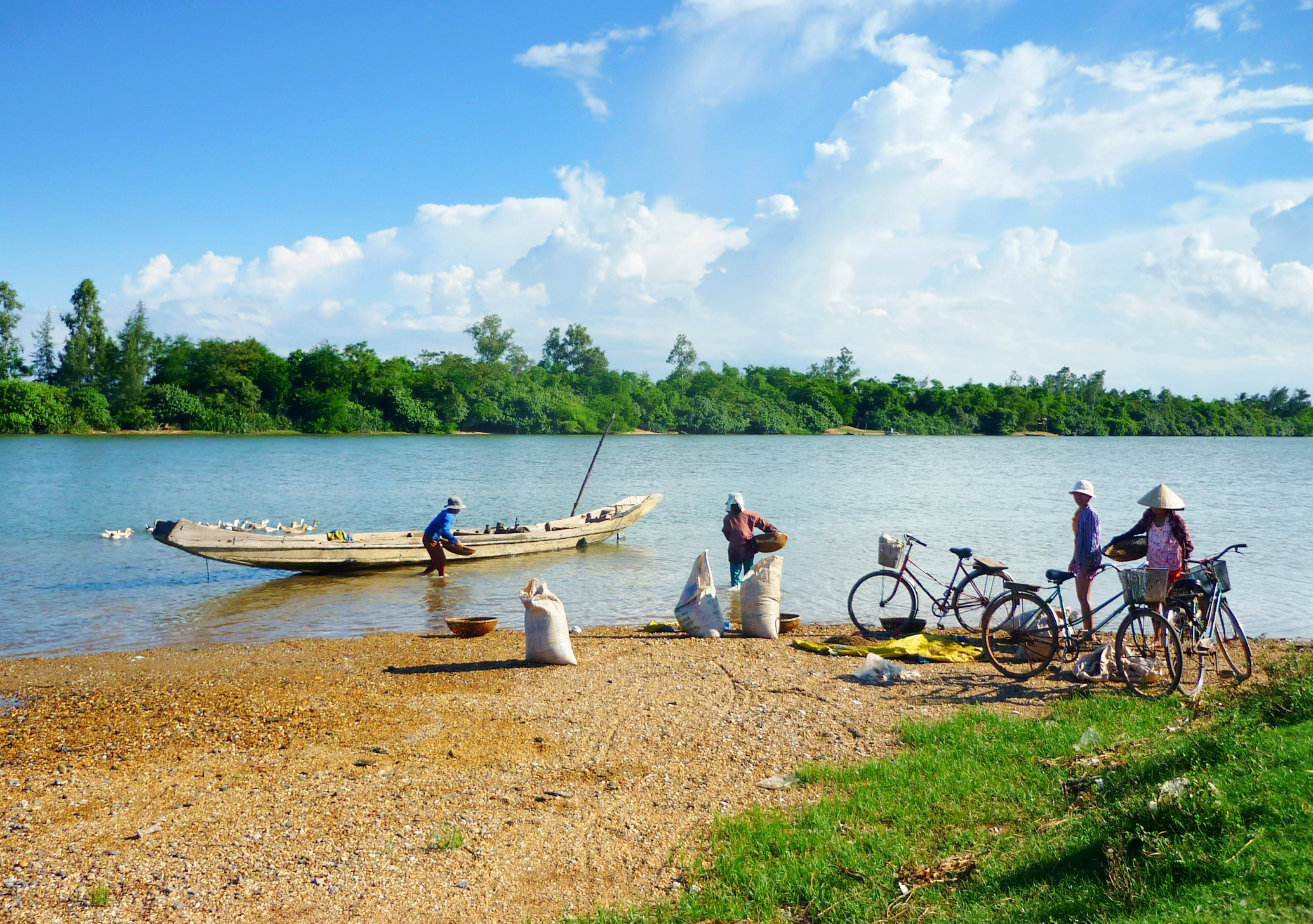
Đãi chắt chắt tại Làng Mai Xá, Quảng Trị, Việt Nam

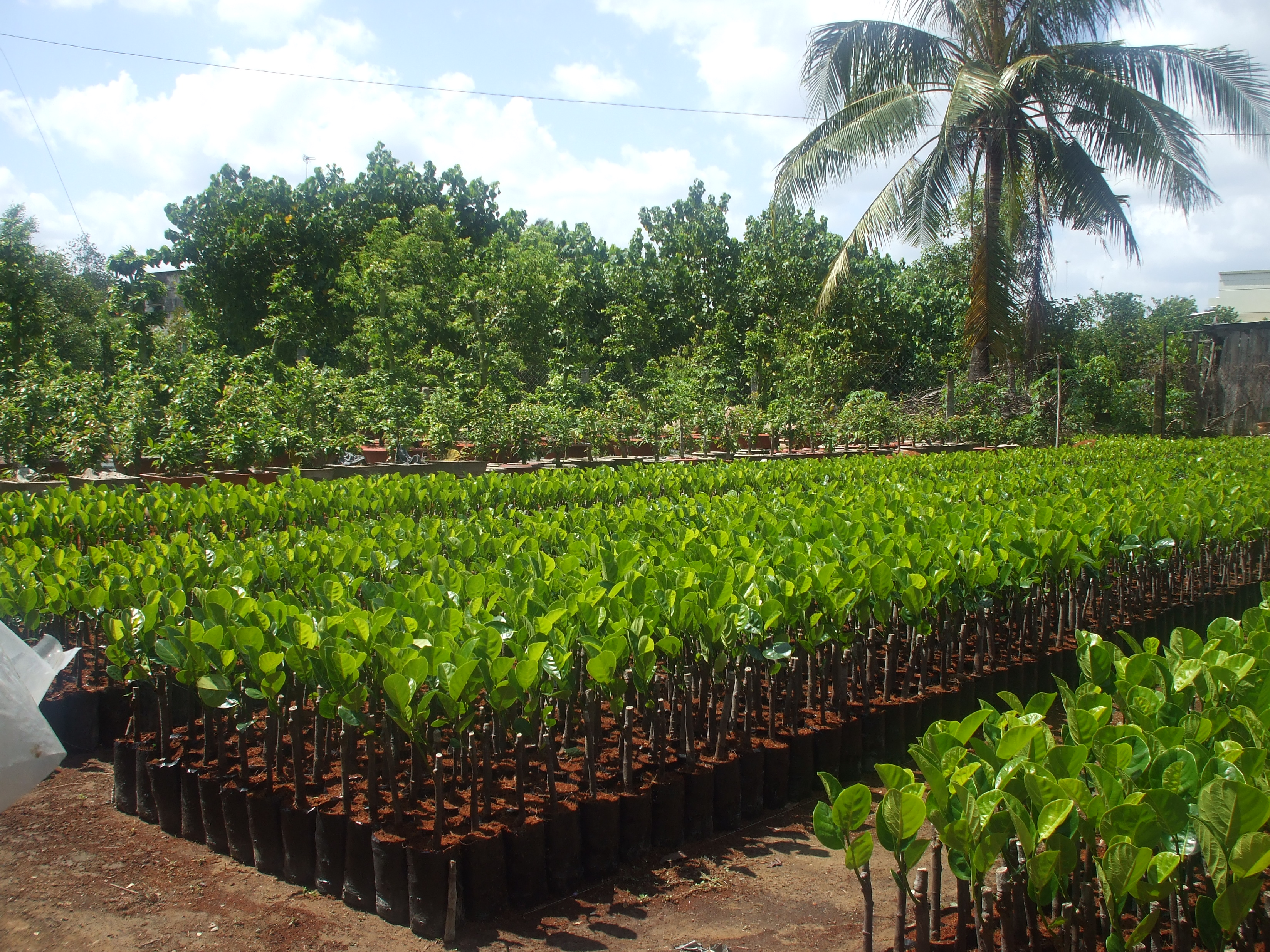
Vườn ươm giống cây tại Cái Mơn, tỉnh Bến Tre

Việc làng xã Việt Nam được tổ chức theo huyết thống, địa bàn cư trú, truyền thống nam giới và hành chính như ở phần trên làm cho làng có tính cộng đồng và tự trị rất cao. Tính cộng đồng làm cho các thành viên trong làng đều hướng tới nhau, đó là đặc trưng "hướng ngoại"; còn tính tự trị làm cho các làng trở lên biệt lập với nhau, đó là đặc trưng "hướng nội".
Tính biệt lập ở các làng mạnh đến nỗi mỗi làng có thể được coi như một quốc gia thu nhỏ với một "luật pháp riêng" được gọi là hương ước (lệ làng được ghi bằng văn bản) và luật tục (lệ làng được quy định bằng lời nói); và một "triều đình riêng" với hội đồng kỳ mục là cơ quan lập pháp, lý dịch là cơ quan hành pháp. Nhiều làng còn bầu bốn cụ cao tuổi là tứ trụ. Sự can thiệp của nhà nước phong kiến, và sau này của thực dân không làm ảnh hưởng nhiều đến tổ chức của làng xã. "Phép vua thua lệ làng" là một truyền thống thể hiện mối quan hệ dân chủ đặc biệt của nhà nước phong kiến với làng xã Việt Nam.

#### Cấu trúc làng
Tính biệt lập còn được thể hiện ở lũy tre làng. Lũy tre làng bao trùm xung quanh làng. Đó là một thành lũy rất kiên cố, "đốt không cháy, trèo không được, đào không qua".  Điều này khác hẳn với các nước khác trên thế giới là dùng thành quách bằng đất đá. Việc trao đổi với thế giới bên ngoài thông qua cổng làng. Gần cổng làng thường có một cây đa, khói hương nghi ngút, đó là nơi hội tụ của thánh thần. Bên trong của làng có một cái đình, đó là biểu tượng của làng về mọi phương diện. Đình làng là:
- trung tâm hành chính: mọi công việc quan trọng đều diễn ra ở đây, hội đồng kỳ mục, lý dịch làm việc ở đây; thu sưu thuế tại đây; xử tội người vi phạm lệ làng cũng ở đây,...
- trung tâm tôn giáo: là nơi thờ thành hoàng làng.
- trung tâm văn hóa: là nơi tổ chức các lễ hội văn hóa của làng như hội đấu vật, đánh cờ, hát chèo v.v...vào các dịp lễ, tết hay lúc công việc đồng ruộng đã hết, đình làng cũng là nơi con trai, con gái đến tuổi lập gia đình hò hẹn với nhau.

Ban đầu đình làng là nơi tụ tập của tất cả mọi người, sau này đó chỉ là nơi tụ tập của nam giới (giáp) trong làng. Phụ nữ chuyển đến chùa làng và giếng nước. Nhiều nơi người ta còn trả thù nhau bằng cách đóng cọc vào giữa giếng làng, người ta tin rằng làm như thế thì gái làng đó sẽ không chồng mà chửa.

#### Ưu nhược điểm của làng Việt Nam
- Do tính tự trị cao mà làng có xu hướng nhấn mạnh vào tính dị biệt của làng. Tính dị biệt dẫn đến các hệ quả sau: "tự cung tự cấp", mỗi làng cố gắng đáp ứng đầy đủ nhu cầu của làng; óc bè phái, cục bộ; gia trưởng, tôn ti,...
- Do tính cộng đồng cao mà làng Việt Nam có xu hướng nhấn mạnh vào tính đồng nhất, hệ quả của nó là: đoàn kết, tương trợ lẫn nhau, tính tập thể cao, dân chủ địa phương,... nhưng lại thủ tiêu vai trò cá nhân, tạo ra thói dựa dẫm, ỷ lại vào tập thể và cào bằng, đố kị không muốn ai hơn ai.

### Thời hiện đại
Các hương ước và tục lệ ngày nay tuy còn có ảnh hưởng nhất định tới công việc của làng, nhưng luật pháp nhà nước mới là yếu tố quyết định chính trong quan hệ cộng đồng. Về mặt cấu trúc, làng ngày nay đã thưa dần hình ảnh của lũy tre làng, cổng làng, giếng làng. Đình làng không còn đóng vai trò quan trọng như trước đây, nó chỉ còn thuần túy là nơi để thờ cúng hay giao lưu, gặp gỡ trong những ngày lễ hội.
- Nông thôn là vùng sinh sống và làm việc chung của cộng đồng dân cư, hoạt động sản xuất nông nghiệp là chủ yếu.
- Cơ sở hình thành và trình độ tiếp cận thị trường,trình độ sản xuất hàng hóa còn thấp so với thành thị (diện tích rộng, mức đầu tư cho nông thôn không lớn).
- Trong một chừng mực nào đó thì tính dân chủ, tự do và công bằng xã hội thấp hơn thành thị.
- Thu nhập và đời sống của người dân còn thấp, tỷ lệ hộ nghèo đói thì cao.
- Nông thôn trải dài trên địa bàn rộng lớn nên chịu nhiều ảnh hưởng của điều kiện tự nhiên.

## Làng Nam Bộ

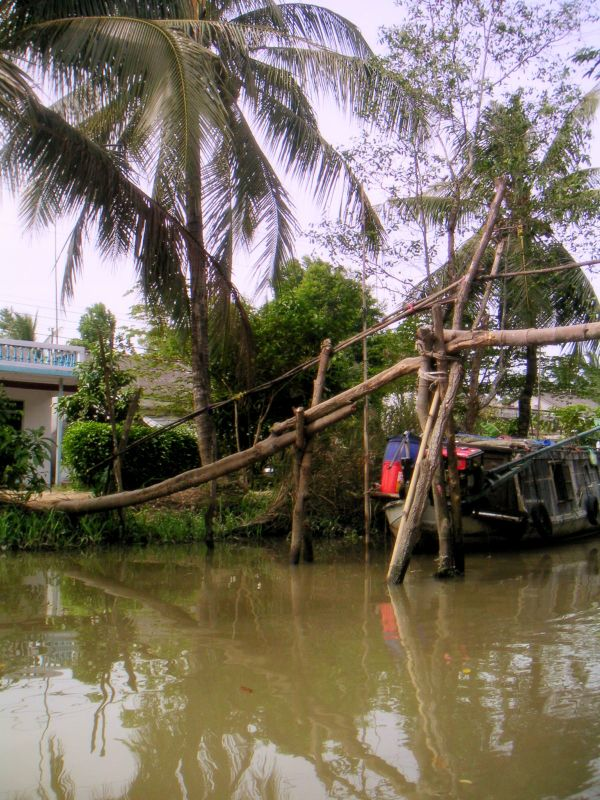
Một cây cầu khỉ vùng nông thôn đồng bằng sông Cửu Long.

Đến thời các chúa Nguyễn và sau này là nhà Nguyễn, việc khai phá đồng bằng Nam Bộ đã làm cho làng xã ở vùng này khác hẳn so với làng xã ở cùng đồng bằng Bắc Bộ. Sự khác biệt cơ bản nhất đó là tính mở ở các làng Nam Bộ cao hơn rất nhiều. Tính mở được thể hiện ở những điều sau đây:
- Làng không còn có lũy tre làng như là công cụ phân cách làng này với làng khác nữa.
- Làng không nhất thiết phải tồn tại mãi mãi, có làng được lập một cách nhanh chóng, những cũng có làng tan rã nhanh chóng.
- Giao thương buôn bán phát triển không còn bị gò bó ở tình trạng tự cung tự cấp.

Những đặc điểm này ảnh hưởng đến tính tình người dân Nam Bộ cũng phóng khoáng hơn, dễ chấp nhận những ảnh hưởng từ bên ngoài, hội nhập, phát triển nhanh trong làm ăn kinh tế.

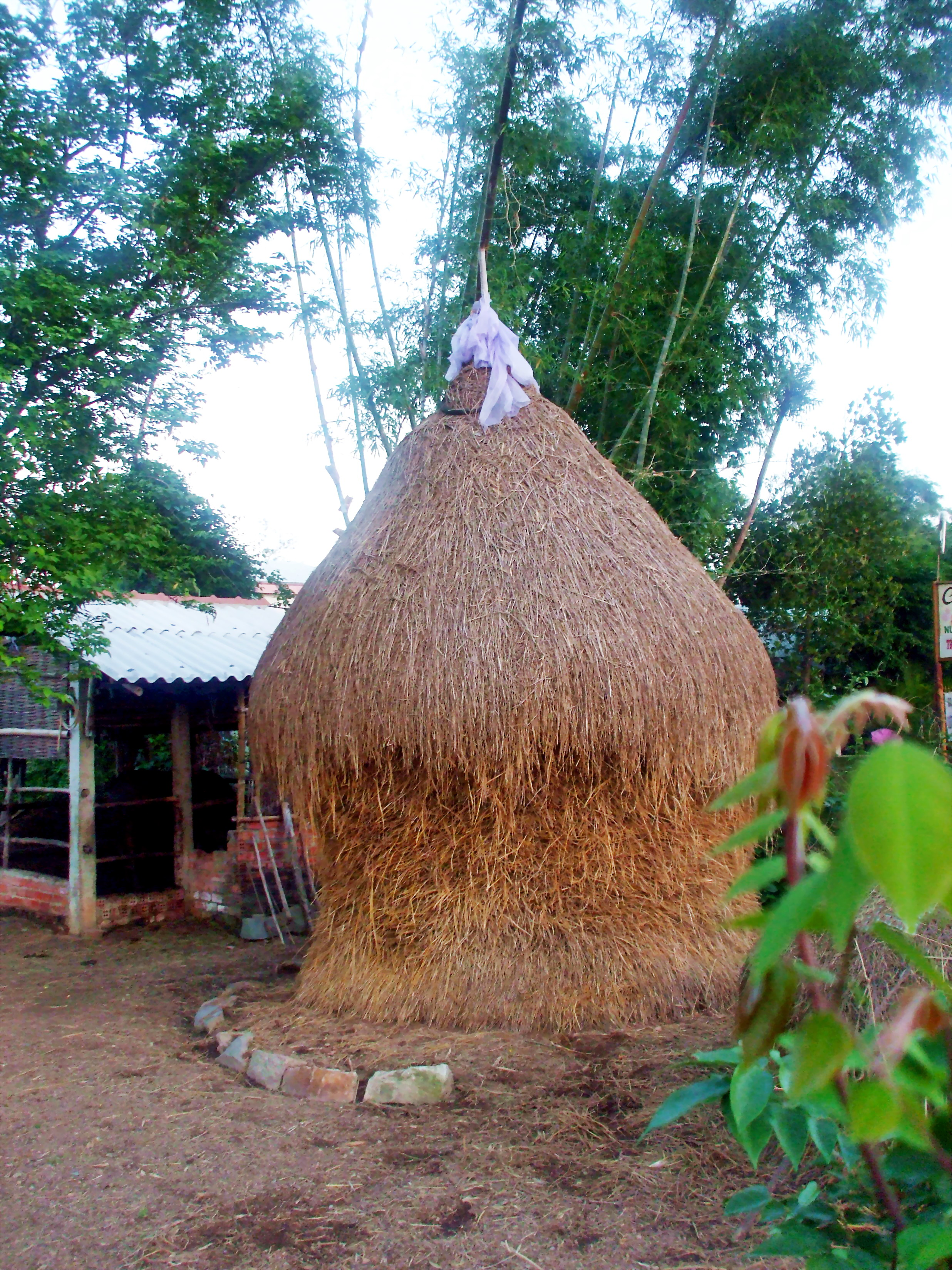
Cây rơm, một sự vật thường thấy trước kia ở nông thôn miền Nam và vùng đồng bằng sông Cửu Long

## Vai trò của vùng nông thôn
- Nông thôn là nơi cung cấp lương thực, thực phẩm cho đời sống của người dân.
- Cung cấp nguyên liệu cho công nghiệp và xuất khẩu.
- Cung cấp hàng hóa cho xuất khẩu
- Cung cấp lao động cho công nghiệp và thành thị.
- Là thị trường rộng lớn để tiêu thụ những sản phẩm của công nghiệp và dịch vụ
- Phát triển nông thôn tạo điều kiện ổn định về mặt kinh tế – chính trị – xã hội.
- Nông thôn nằm trên địa bàn rộng lớn về các mặt tự nhiên – kinh tế – xã hội.

## Khó khăn của người dân địa phương

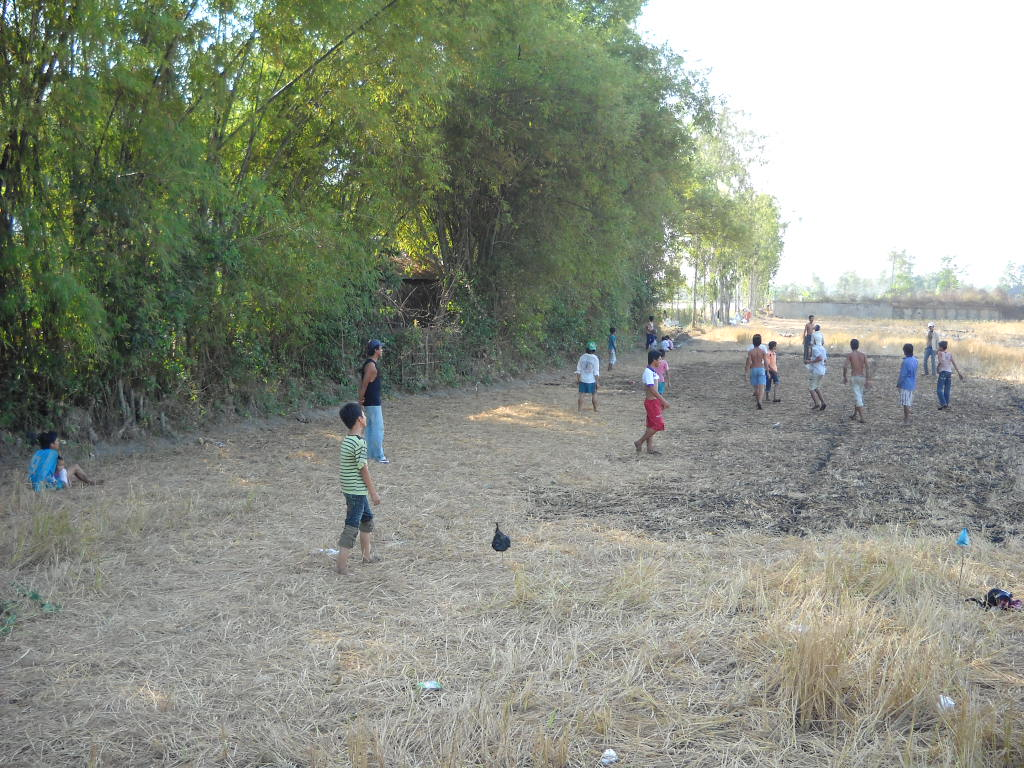
trẻ em chơi bóng tại một làng quê ở Sóc Trăng

- Lợi nhuận thu được từ hoạt động sản xuất nông nghiệp và các ngành công nghiệp địa phương thường thấp.Dẫn đến thu nhập của người dân nông thôn thấp.
- Người nông dân sông chủ yếu bằng nghề nông nghiệp nhưng thiếu đất để sản xuất.Đất sản xuất giảm do dân số tăng và quá trình đô thị hóa.
- Lực lượng lao động ở nông thôn rất lớn nhưng lại thiếu việc làm, thất nghiệp và bán thất nghiệp vẫn thường xuyên xảy ra.
- Thiếu các điều kiện và phương tiện thuận lợi cho giáo dục.
- Khoảng 70% nhà ở của người dân nông thôn có kết cấu kiên cố hoặc bán kiên cố.
- Thiếu các cơ sở phương tiện và điều kiện vui chơi,giải trí.
- Hàng tiêu dùng khan hiếm, giá cả đắt đỏ,người dân nông thôn khó có thể mua những thứ cần thiết phù hợp với thu nhập của họ.